# Chromatografie

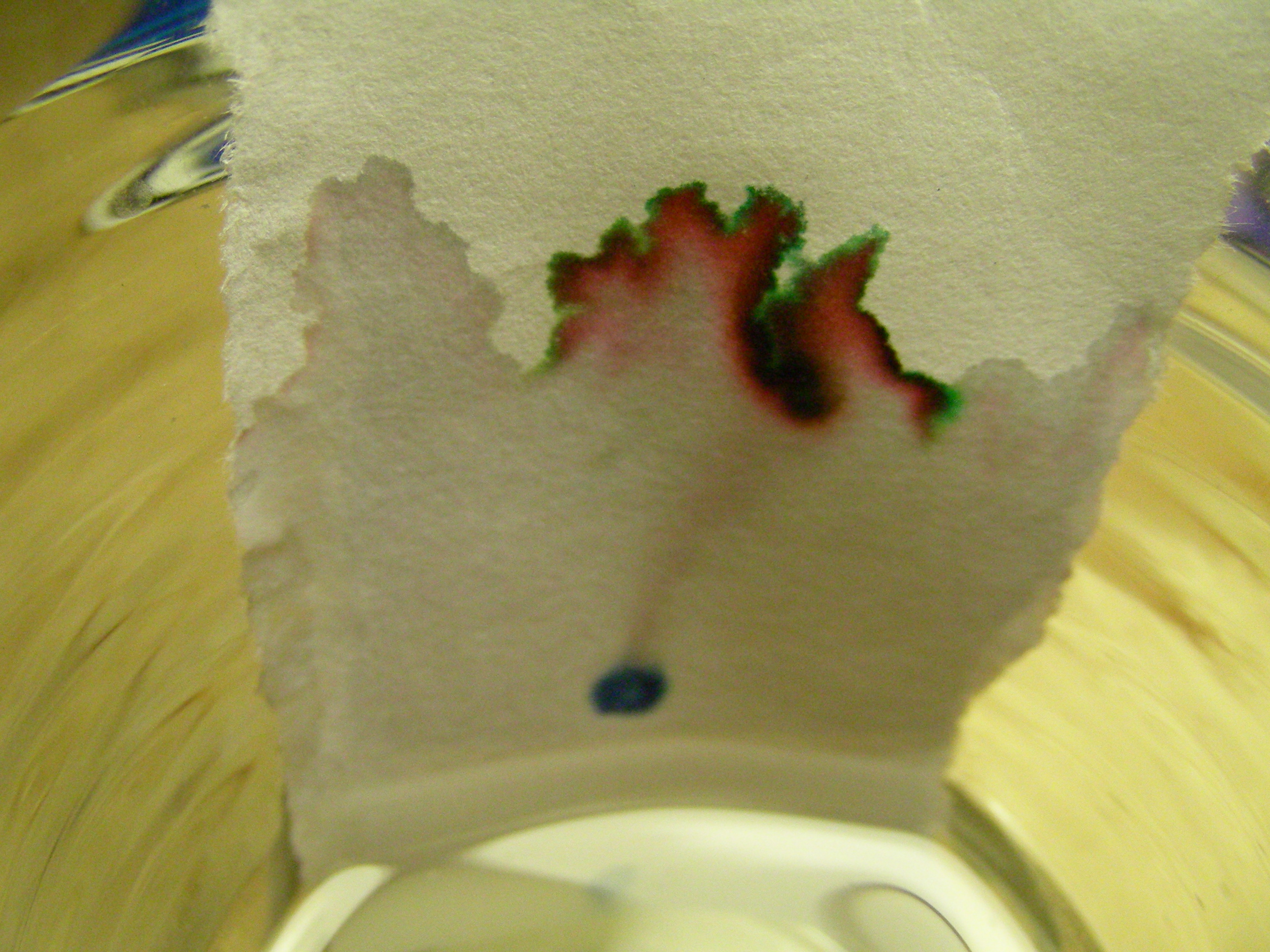
Chromatografie van zwarte inkt met water

Chromatografie (van het Grieks: χρώμα (chrōma) = kleur; γράφειν (graphein) = schrijven) is een scheidingstechniek waarmee mengsels van verschillende stoffen gescheiden kunnen worden in hun samenstellende componenten. Het principe waarop chromatografie berust is ontdekt door de Russische bioloog Michail Tsvet. In 1906 probeerde hij verschillende plantpigmenten van elkaar te scheiden. Dit zijn gekleurde verbindingen, vandaar de naam chromatografie. Het principe wordt gebruikt bij onder andere onderzoeken naar kleurstoffen in voedingsmiddelen.

## Principe
De essentie van ieder chromatografiesysteem is een stilstaande stationaire fase waar een mobiele fase langs stroomt. Wanneer een mengsel aangebracht wordt op de stationaire fase aan het begin van het stromingstraject van mobiele fase dan worden de stoffen waar het mengsel uit bestaat meegenomen door de mobiele fase. De snelheid waarmee de verschillende stoffen worden meegenomen is afhankelijk van de mate waarin een stof zich hecht aan de stationaire fase tegenover de mobiele fase.

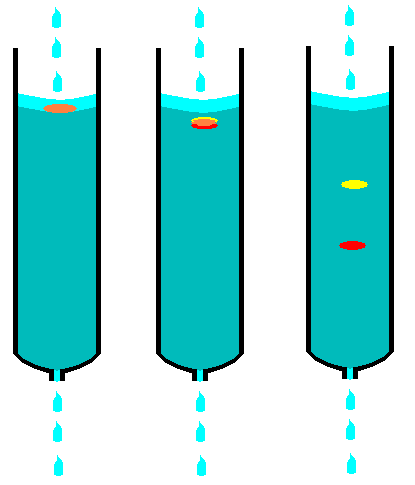

In de drie kolommen hiernaast is het scheidingsprincipe zichtbaar. Het systeem bestaat uit een kolom gevuld met een vaste stationaire fase (zeegroen) waar vloeibare mobiele fase langs stroomt (lichtblauw). Wanneer er een mengsel van twee stoffen (geel en rood) op de kolom aangebracht wordt dan worden beide stoffen meegevoerd door de kolom heen, maar omdat de gele stof zich sterker hecht aan de stationaire fase dan de rode stof zullen de twee stoffen een voor een de kolom verlaten. Het mengsel is dan dus gescheiden.
Er kunnen verschillende redenen zijn om een mengsel te willen scheiden en de eisen die gesteld worden aan het chromatografiesysteem zijn afhankelijk van het beoogde doel.

## Preparatieve chromatografie
Wanneer men een bepaalde component van een mengsel in zuivere vorm in handen wil krijgen wordt preparatieve chromatografie toegepast, bijvoorbeeld voor het opzuiveren van een onzuivere grondstof.
Een kolom voor preparatieve chromatografie heeft een veel grotere capaciteit dan een analytische kolom maar een veel lagere resolutie. Preparatieve systemen hebben een capaciteit die kan variëren van enkele grammen (laboratoriumschaal) tot honderden kilo's (productieschaal). Bij eenvoudige toepassingen zoals het opzuiveren van producten in een organisch laboratorium wordt de mobiele fase druppelsgewijs aangebracht aan de bovenkant van de kolom waarna de vloeistof door de zwaartekracht door de stationaire fase heen zakt.

## Analytische chromatografie
Wanneer onderzoek naar de samenstelling van een mengsel het beoogde doel is dan wordt er voornamelijk naar gestreefd om een zo hoog mogelijke resolutie te bereiken bij een zo kort mogelijke retentietijd. Een hoge resolutie kan bereikt worden door een zeer kleine hoeveelheid monster (enkele microgrammen) te scheiden op een dunne kolom.
In de analytische chromatografie kunnen twee verschillende vragen gesteld worden:
1. De kwalitatieve chromatografische analyse richt zich op de vraag: Welke stof hebben we hier? Deze vraag wordt vooral via de grootte van de retentietijd beantwoord.
2. De kwantitatieve chromatografische analyse richt zich op de vraag: Hoeveel van de stof hebben we? Deze vraag wordt vooral via de grootte van het signaal beantwoord.

### Vloeistofchromatografie
Als de mobiele fase een vloeistof is spreekt men van vloeistofchromatografie.

#### HPLC
High-performance liquid chromatography is een vorm van vloeistofchromatografie waarbij de mobiele fase onder hoge druk door een kolom gepompt wordt. HPLC-kolommen van het reversed phase ("omgekeerde fase") type worden het meest gebruikt. Reversed phase-kolommen hebben een apolaire stationaire fase en ze worden gebruikt in combinatie met een polaire mobiele fase. Vaak wordt een bufferoplossing gebruikt die in een bepaalde vastgestelde verhouding gemengd is met een organische modifier. Voor de analyse van zeer apolaire monsters wordt soms een normal phase kolom in combinatie met een apolaire mobiele fase gebruikt, maar omdat met normal phase chromatografie grote hoeveelheden organische oplosmiddelen verbruikt worden heeft reversed phase chromatografie als het maar enigszins mogelijk is de voorkeur.

### Gaschromatografie
Als de mobiele fase gasvormig is spreekt men van gaschromatografie. Gaschromatografie wordt gebruikt voor het scheiden van mengsels van vluchtige stoffen zoals koolwaterstoffen met lage molmassa's. Gaschromatografie is minder geschikt voor monsters met een hoog kookpunt of voor monsters die bij hoge temperaturen instabiel zijn.

### Papierchromatografie en dunnelaagchromatografie

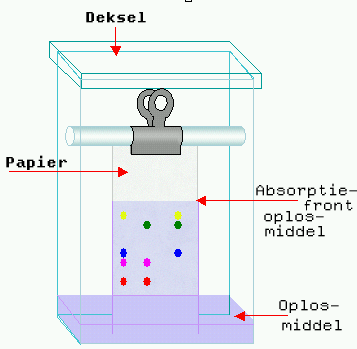
Papierchromatografie

De eenvoudigste vorm van chromatografie is de papierchromatografie. Deze techniek maakt gebruik van absorberend papier als stationaire fase. Wanneer een druppel van een oplossing op het papier wordt aangebracht en een uiteinde van het papier in contact wordt gebracht met een oplosmiddel (de mobiele fase), zal dit oplosmiddel door capillaire werking langs het papier omhoog trekken. Tijdens dit proces verplaatsen de verschillende componenten van de inkt zich met uiteenlopende snelheden over het papier, afhankelijk van hun oplosbaarheid in het oplosmiddel en hun affiniteit met het papier. Hierdoor ontstaat een scheiding in de vorm van gekleurde stippen of banden die overeenkomen met de verschillende bestanddelen van de gebruikte oplossing.
Dunnelaagchromatografie (DLC) werkt volgens hetzelfde principe als papierchromatografie: een plaatje waarop een stationaire fase (meestal SiO2) is aangebracht wordt in een bodempje loopvloeistof gezet, de vloeistof wordt opgezogen en het monster wordt meegenomen. DLC wordt vooral gebruikt voor meer professionele toepassingen.

## Optimaliseren van chromatografische methoden
Door je chromatografische methode te optimaliseren, kun je een hogere resolutie of een kortere retentietijd krijgen. Resolutie is de mate waarin 2 stoffen gescheiden worden gedurende de looptijd van het experiment, deze moet groot genoeg zijn om betrouwbare resultaten te krijgen. Een kortere retentietijd zorgt ervoor dat je snellere analyses kunt doen.

### Resolutie
De resolutie van een chromatogram is van 3 factoren afhankelijk, K, α en N. K is de retentiefactor, wat ook wel de capaciteitsfactor wordt genoemd. De resolutie is te verbeteren door K, dat de algemene interactie weergeeft, te verhogen; ofwel de interactie tussen het monster en de stationaire fase te verhogen. α is de scheidingsfactor, wat ook wel de selectiviteitfactor wordt genoemd. α weergeeft de specifieke interactie. α is het quotiënt van twee retentietijden. α geeft de scheiding aan tussen twee specifieke stoffen bij bepaalde instellingen. Een verhoging van α, geeft een betere resolutie Het [schotelgetal], N, vergroten. N laat de efficiëntie van de scheiding zien. In praktijk betekent dat, dat de volgende parameters aangepast kunnen worden om een betere resolutie, bij een zo kort mogelijke retentietijd, te krijgen.

### Temperatuur
Verhoging van de temperatuur van de kolom zorgt dat moleculen harder gaan trillen. Hierdoor zal de affiniteit voor de stationaire fase verminderen, en de retentietijd korter worden. Echter kan het ook zorgen dat de resolutie minder wordt, doordat de te scheiden stoffen liever in de mobiele fase gaan zitten, en niet meer in de stationaire. Daarentegen kan een te lage temperatuur ervoor zorgen dat de analyse te lang duurt.

### Lengte van de kolom
Hoe langer de kolom is, hoe meer oppervlak, inhoud en looptijd er is om een evenwicht in te stellen. Indien je alleen de lengte van de kolom verandert, veranderen zowel de retentietijd als de resolutie.

### Stationaire fase
Retentietijd en resolutie zijn afhankelijk van K. Hoe groter de affiniteit voor de stationaire fase, hoe groter de retentietijd, en andersom. Omdat deze invloed bij elke stof anders is, kan hierdoor de scheiding van de pieken worden vergroot.

### Mobiele fase
Retentietijd en resolutie zijn afhankelijk van K, hoe groter de affiniteit voor de mobiele fase, hoe korter de retentietijd, en andersom. Aangezien deze invloed niet op elke stof hetzelfde is, kan hierdoor de scheiding van de pieken worden vergroot. Indien je een mengsel van stoffen als mobiele fase hebt, kan de verhouding van deze stoffen worden aangepast. Ook kan een meer hydrofoob of hydrofiele mobiele fase gekozen worden.

### Flow
Een hogere flow van de mobiele fase zorgt ervoor dat de retentietijd korter wordt. Stoffen in de mobiele fase verplaatsen zich sneller. Volgens de Van Deemtervergelijking is er een zogeheten “flow optimum”, afhankelijk van het draaggas, waarbij de schotelhoogte het kleinst, en dus de resolutie het grootst is.

### Hoeveelheid geïnjecteerde analyt
Een beter resultaat kan verkregen worden door een andere hoeveelheid stof te injecteren. Meer analyt verhoogt de detecteerbaarheid, en minder analyt verhoogt de resolutie. Er moet wel worden opgelet dat de kolom niet verzadigt.
De parameters hebben ook onderlinge interacties en de invloed ervan is ook afhankelijk van de stof. Dus in praktijk zal de methode altijd geverifieerd moeten worden.